# Hirtodrosophila vina
Hirtodrosophila vina är en tvåvingeart som först beskrevs av Burla 1954.  Hirtodrosophila vina ingår i släktet Hirtodrosophila och familjen daggflugor.
Artens utbredningsområde är Elfenbenskusten. Inga underarter finns listade i Catalogue of Life.